# Modelo de poliedro

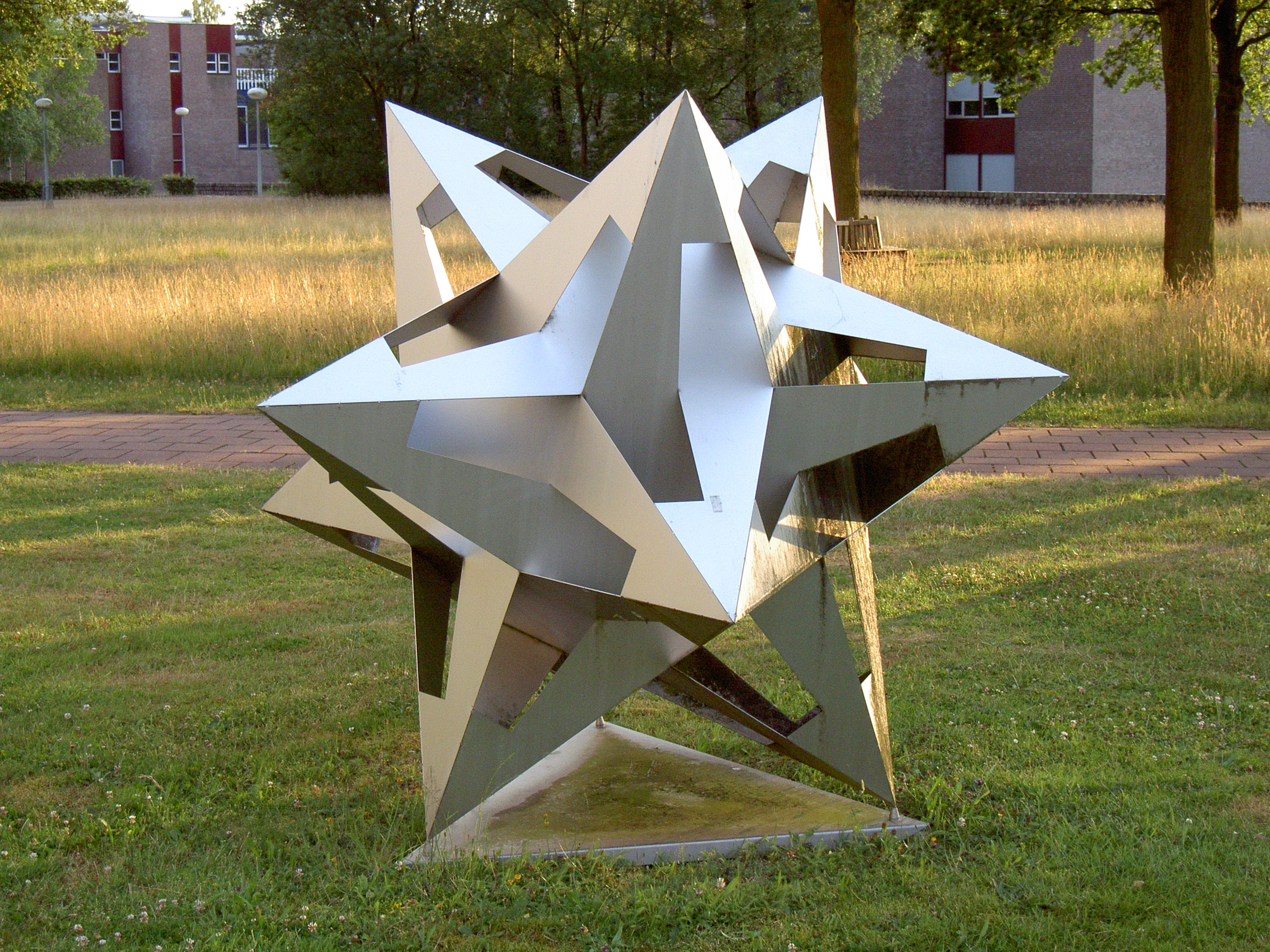
Una escultura con la forma del pequeño dodecaedro estrellado representado en el grabado de M. C. Escher titulado Gravitación, cerca del Instituto Mesa+ de la Universidad de Twente

Un modelo de poliedro es la materialización física de un poliedro, construida con cartulina, láminas de plástico, tableros de madera o cualquier otro material panelado o, con menor frecuencia, formado por un material sólido.
Dado que existen 75 poliedros uniformes, incluidos los cinco poliedros convexos regulares, cinco politopos compuestos, cuatro sólidos de Kepler-Poinsot y trece sólidos arquimedianos, construir o recopilar modelos de poliedros se ha convertido en una recreación matemática común. Los modelos de poliedros son tan frecuentes en las aulas de matemáticas como los globos terráqueos en las aulas de geografía.
Los modelos de poliedros son notables como ejemplos tridimensionales de teorías geométricas. Algunos poliedros también son excelentes centros de mesa y decoraciones navideñas, como las figuras que coronan los árboles de Navidad. El símbolo místico del carro celestial, por ejemplo, es una estrella octángula. La construcción de modelos a gran escala supone una laboriosa tarea en ingeniería estructural.

## Construcción

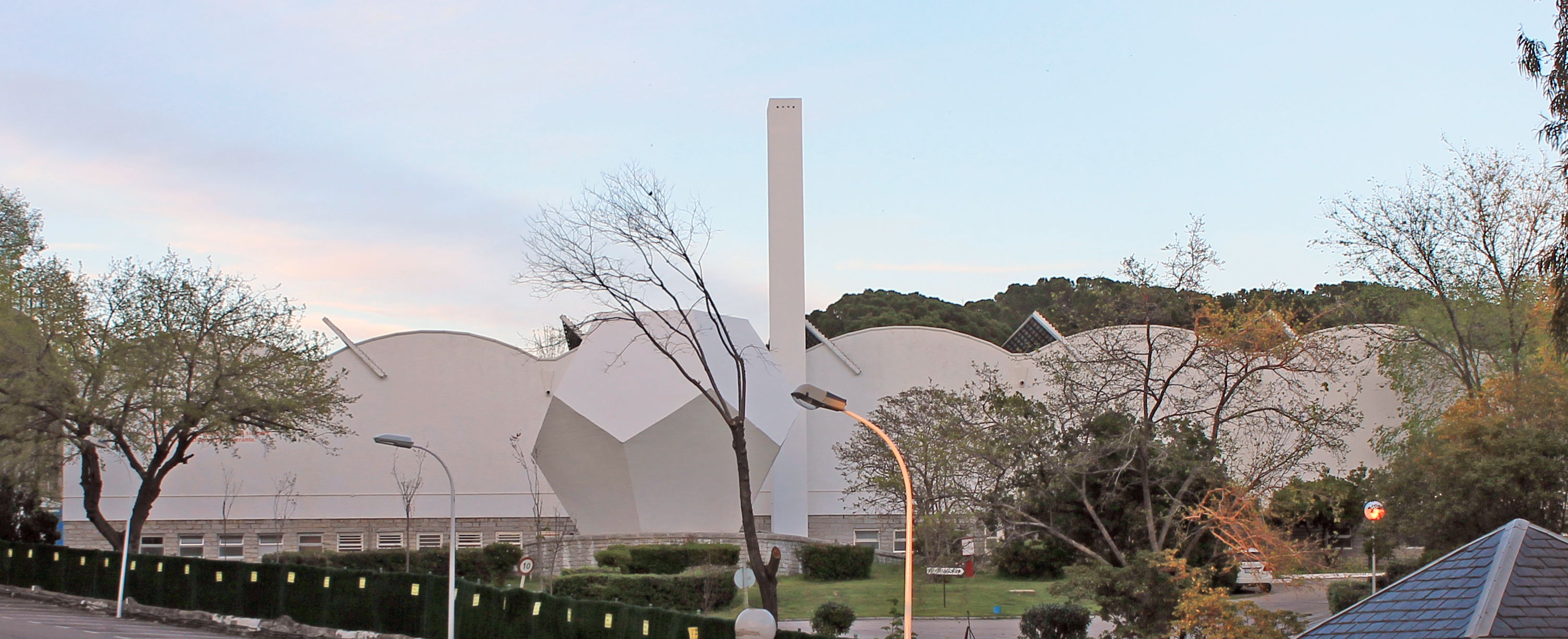
Dodecaedro de hormigón en el Instituto de Ciencias de la Construcción Eduardo Torroja (Madrid)

Desarrollo de un dodecaedro regular

La construcción comienza eligiendo un "tamaño" del modelo, ya sea la "longitud" de sus aristas o la "altura" del modelo. Por regla general, el tamaño elegido determinará el material, el adhesivo, el tiempo de construcción y el método de construcción a emplear.
La segunda decisión implica la elección de colores. Un modelo de cartón de un solo color es más fácil de construir, y algunos modelos se pueden hacer doblando un patrón, llamado desarrollo de un poliedro a partir de una sola pieza. Elegir colores requiere una comprensión geométrica del poliedro. Una forma es colorear cada cara de manera diferente. Una segunda forma es colorear todas las caras cuadradas de la misma manera, todas las caras pentagonales de la misma manera, y así sucesivamente. Una tercera forma es colorear las caras opuestas de la misma manera. Muchos poliedros también están coloreados de manera que ninguna cara del mismo color se toca en un borde o en un vértice.
Por ejemplo, un icosaedro de 20 caras puede usar veinte colores, un color, diez colores o cinco colores, respectivamente.
Una forma alternativa para los modelos de poliedros compuestos es usar un color diferente para cada componente del poliedro.
Otro paso importante es el dibujo del desarrollo del poliedro. Una forma es copiar plantillas de un libro de creación de poliedros, como la obra Polyhedron Models de Magnus Wenninger publicada en 1974 (ISBN 0-521-09859-9). Una segunda forma es dibujar caras en papel o con un programa de diseño asistido por computadora y luego dibujar sobre ellas las aristas del poliedro. Los desarrollos así obtenidos de las caras luego se trazan o imprimen en el material de la plantilla. Una tercera forma es usar el software llamado Stella para imprimir plantillas, o bien consultar diversas páginas de internet de donde se pueden bajar gratuitamente estas plantillas.
Un modelo, particularmente uno grande, puede requerir otro poliedro como estructura interna o como molde de construcción. Una estructura interna adecuada evita que el modelo se derrumbe debido al paso del tiempo o debido a las tensiones sufridas por el material.
A continuación, el patrón desplegado se replica en el material, haciendo coincidir cuidadosamente los colores elegidos. Los desplegados de papel o cartulina generalmente se recortan con tijeras, dejando lengüetas en cada borde, por lo que el siguiente paso es remarcar cada arista de pliegue con el contrafilo de un cuchillo para facilitar su posterior doblado. Cuando se trabaja con paneles rígidos, es necesario emplear herramientas de corte y pegamento adecuados.
El ensamblaje de modelos multicolores es más fácil con un modelo de un poliedro relacionado más simple que se usa como guía de color. Los modelos complejos, como las estelaciones, pueden tener cientos de polígonos en sus redes.

## Modelos informáticos interactivos
Las tecnologías de computación gráfica permiten rotar modelos de poliedros 3D en una pantalla de video de computadora en las tres dimensiones, incorporando incluso sombras y texturas para obtener un efecto más realista.